# Patricia Yurena Rodríguez
Patricia Yurena Rodríguez Alonso és una model espanyola nascuda a les Canàries. Va iniciar la seva carrera professional des que era petita. Ja als seus disset anys va ser triada com Miss Espanya 2008, celebrat l'1 de març a Marina d'Or. A causa de les normes d'elegibilitat del concurs de Miss Univers, al no haver complert la majoria d'edat no va poder assistir a Miss Univers 2008 celebrat al Vietnam, havent de ser substituïda per la model Claudia Moro. Posteriorment va competir a Miss Món 2008 celebrat Johannesburg, quedant en una de les 15 primeres semifinalistes.
Després d'haver-se presentat com candidata a Miss Univers Espanya 2013 celebrat a Madrid, Patricia va guanyar el certamen i representà a Espanya a Miss Univers 2013 que es va realitzar el 9 de novembre a Moscou, en la qual es va situar a les llista de les concursants favorites. Finalment les expectatives es van complir i Patricia va ser triada Primera Dama, només superada per la que va ser elegida Miss Univers, la veneçolana María Gabriela Isler. Aquesta és la millor posició d'Espanya a Miss Univers des del 1985, quan Teresa Sánchez López també va ser escollida Primera Dama.